# Dolichopeza corinnaiensis
Dolichopeza corinnaiensis är en tvåvingeart som beskrevs av Nikolas Vladimir Dobrotworsky 1974. Dolichopeza corinnaiensis ingår i släktet Dolichopeza och familjen storharkrankar. Inga underarter finns listade i Catalogue of Life.